# Héroïc-Albums
Héroïc-Albums is een voormalig Belgisch stripblad. Er verscheen zowel een Waalse als een Vlaamse versie.

## Geschiedenis
Fernand Cheneval werkte vanaf 1942 bij uitgever Guy Depière die enkele stripbladen uitgaf. In 1945 richtte Cheneval zijn eigen stripblad op en noemde het Héroïc-Albums. Depières stripbladen werden geleidelijk aan stopgezet en de meeste tekenaars kwamen bij Cheneval werken.
Onder invloed van onder andere Fredric Werthams Seduction of the Innocent en de Amerikaanse Comics Code werd er echter vanaf eind de jaren 40 steeds strenger toegezien op strips. In 1949 werd de Franse censuurcommissie opgericht. Zij bepaalden welke strips er in Frankrijk uitgegeven mochten worden en welke niet. De Franstalige stripbladen in België publiceerden hun strips ook in Frankrijk. Om geen inkomsten te verliezen, werd er dan bij de concurrerende stripbladen Tintin/Kuifje en Spirou/Robbedoes streng toegezien op de strips die erin verschenen. Zo was de rol van de vrouw veel kleiner en was er nauwelijks geweld.
Héroïc-Albums was gericht op een iets ouder publiek dan Tintin/Kuifje en Spirou/Robbedoes en zag minder toe op de strips die erin verschenen. Hierdoor waren de strips die in Héroïc-Albums gewelddadiger en waren de vrouwelijke personages veel sensueler. De strips van Héroïc-Albums verschenen dan ook amper in Frankrijk, waardoor het tijdschrift inkomsten miste en het uiteindelijk failliet ging. In 1956 werd het tijdschrift na 471 nummers stopgezet.
In 1969 verscheen het tijdschrift opnieuw, maar het werd na zeven nummers weer stopgezet.

## Tekenaars
In het blad tekenden voornamelijk Belgische striptekenaars waaronder Greg, Tibet, Maurice Tillieux, Jidéhem, Fred Funcken, Fernand Dineur, François Craenhals, Albert Weinberg, Marcel Moniquet en Chevenal zelf. Na de stopzetting van het blad gingen de striptekenaars voornamelijk naar de concurrenten Tintin/Kuifje en Spirou/Robbedoes.